# Jan Hoekema (voetballer)
Jan Hoekema (Koudum, 10 februari 1928 - Zuid-Scharwoude, 6 november 2005) was een Nederlands voetballer die uitkwam voor Leeuwarden en Veendam. Hij is de vader van eenmalig international Oeki Hoekema.

## Loopbaan

### Beginjaren
Hij was de jongste uit een gezin van zes kinderen. Zijn vader Uilke Hoekema was timmerman. Jan en zijn oudere broers Piebe en Gerrit speelden allen in het eerste elftal van SV Oeverzwaluwen. Piebe, midvoor van het elftal, kwam tijdens de oorlog op 22-jarige leeftijd om het leven. Hij werd op 16 november 1944 in Norg door de Duitsers omgebracht nadat hij was ontsnapt uit een werkkamp.

### Na de oorlog
Jan Hoekema ging in 1946 voetballen bij VV Arum Hij speelde in de aanval, meestal als linksbuiten.
Twee jaar later stapte hij over naar Leeuwarden dat in de Eerste klasse, het hoogste niveau, uitkwam. 
Hij werd geselecteerd voor het noordelijk en het Fries elftal en speelde voor de Noordelijke Zwaluwen.

### Niet naar Nederlands-Indië
Hij moest zijn militaire dienstplicht vervullen in Nederlands-Indië. Dat weigerde hij en daarom werd hij opgesloten in Bankenbosch. Dit was een barakkenkamp voor dienstweigeraars dat behoorde bij de gevangenis in Veenhuizen. Hij kon als gevangene in het seizoen 1949/50 geen enkele wedstrijd spelen voor Leeuwarden. Hij voetbalde wel soms een wedstrijdje met het team van Bankenbosch.
Hij kwam vrij op zondag 1 oktober 1950 ’s ochtends om zes uur. Hij speelde diezelfde dag al mee in de met 5-3 gewonnen thuiswedstrijd tegen Velocitas. Hoekema scoorde eenmaal. Leeuwarden eindigde dat seizoen als tweede achter kampioen Heerenveen.

### Naar Veendam
Jan Hoekema besloot in 1961 op 33-jarige leeftijd te stoppen als actief voetballer. Hij speelde 318 competitieduels voor Leeuwarden waarin hij 132 keer scoorde. In de laatste thuiswedstrijd tegen Limburgia op 4 juni 1961 werd afscheid van hem genomen. Hij zou aan de slag gaan als trainer van VV Harlingen maar dat ging op het laatste moment niet door. Want hij tekende een spelerscontract bij Veendam. Na twee seizoenen bij Veendam was het afscheid als speler definitief en hij werd trainer van VV Sneek. Later werd hij toch trainer bij Harlingen en hij keerde terug bij Oeverzwaluwen, de club waar hij als junior begon.
Hij was tijdens zijn voetballoopbaan werkzaam op het Boter- en kaascontrolestation in Leeuwarden. Hij overleed op 77-jarige leeftijd in 2005.

## Clubstatistieken
| Seizoen         | Club            | Land            | Competitie                   | Competitie    | Competitie    | Beker         | Beker         | Internationaal | Internationaal | Overig        | Overig        | Totaal        | Totaal        |
| Seizoen         | Club            | Land            | Competitie                   | Wed.          | Dlp.          | Wed.          | Dlp.          | Wed.           | Dlp.           | Wed.          | Dlp.          | Wed.          | Dlp.          |
| --------------- | --------------- | --------------- | ---------------------------- | ------------- | ------------- | ------------- | ------------- | -------------- | -------------- | ------------- | ------------- | ------------- | ------------- |
| 1948/49         | Leeuwarden      | Nederland       | Eerste klasse Noord          | 19            | 4             | –             | –             | 0              | 0              | –             | –             | 19            | 4             |
| 1949/50         | Niet gespeeld   | Niet gespeeld   | Niet gespeeld                | Niet gespeeld | Niet gespeeld | Niet gespeeld | Niet gespeeld | Niet gespeeld  | Niet gespeeld  | Niet gespeeld | Niet gespeeld | Niet gespeeld | Niet gespeeld |
| 1950/51         | Leeuwarden      | Nederland       | Eerste klasse A              | 20            | 10            | –             | 0             | 0              | 0              | 0             | 0             | 20            | 10            |
| 1951/52         | Leeuwarden      | Nederland       | Eerste klasse B              | 26            | 6             | –             | 0             | 0              | 0              | 0             | 0             | 26            | 6             |
| 1952/53         | Leeuwarden      | Nederland       | Eerste klasse B              | 25            | 8             | –             | 0             | 0              | 0              | 0             | 0             | 25            | 8             |
| 1953/54         | Leeuwarden      | Nederland       | Eerste klasse A              | 24            | 7             | –             | 0             | 0              | 0              | 0             | 0             | 24            | 7             |
| 1954/55         | Leeuwarden      | Nederland       | Eerste klasse A (afgebroken) | 9             | 3             | 0             | 0             | 0              | 0              | 0             | 0             | 9             | 3             |
| 1954/55         | Leeuwarden      | Nederland       | Eerste klasse D              | 26            | 7             | 0             | 0             | 0              | 0              | 0             | 0             | 26            | 7             |
| 1955/56         | Leeuwarden      | Nederland       | Eerste klasse B              | 24            | 12            | 0             | 0             | 0              | 0              | 0             | 0             | 24            | 12            |
| 1956/57         | Leeuwarden      | Nederland       | Tweede divisie A             | 28            | 17            | 5             | 11            | 0              | 0              | 0             | 0             | 33            | 28            |
| 1957/58         | Leeuwarden      | Nederland       | Eerste divisie B             | 29            | 9             | 3             | 3             | 0              | 0              | 0             | 0             | 32            | 12            |
| 1958/59         | Leeuwarden      | Nederland       | Eerste divisie A             | 29            | 15            | 2             | 0             | 0              | 0              | 0             | 0             | 31            | 15            |
| 1959/60         | Leeuwarden      | Nederland       | Eerste divisie B             | 25            | 12            | 0             | 0             | 0              | 0              | 0             | 0             | 25            | 12            |
| 1960/61         | Leeuwarden      | Nederland       | Eerste divisie A             | 34            | 22            | 8             | 3             | 0              | 0              | 0             | 0             | 42            | 25            |
| 1961/62         | Veendam         | Nederland       | Eerste divisie A             | 31            | 12            | 1             | 0             | 0              | 0              | 2             | 1             | 34            | 13            |
| 1962/63         | Veendam         | Nederland       | Eerste divisie               | 28            | 14            | 1             | 0             | 0              | 0              | 0             | 0             | 29            | 14            |
| Carrière totaal | Carrière totaal | Carrière totaal | Carrière totaal              | 377           | 158           | 20            | 17            | 0              | 0              | 2             | 1             | 399           | 176           |